# Indonesische Javaanse neushoorn
De Indonesische Javaanse neushoorn (Rhinoceros sondaicus sondaicus) is de enige overlevende ondersoort van de Javaanse neushoorn (Rhinoceros sondaicus). Van deze ondersoort zijn er nog naar schatting 63-67 exemplaren, die voorkomen op Java in nationaal park Ujung Kulon.
Rhinoceros americanus † ·
Rhinoceros antiquitatis † ·
Rhinoceros aurelianensis † ·
Rhinoceros bingadensis † ·
Rhinoceros blanfordi † ·
Rhinoceros decanensis † ·
Rhinoceros hemitoechus † ·
Rhinoceros laurillardi † ·
Rhinoceros mauritanicus † ·
Rhinoceros namadicus † ·
Rhinoceros pachygnathus † ·
Rhinoceros paleindicus † ·
Rhinoceros persiae † ·
Rhinoceros platyrrhinus † ·
Rhinoceros plicidens † ·
Rhinoceros randanensis † ·
Rhinoceros sansaniensis † ·
Rhinoceros simplicidens † ·
Rhinoceros sinensis † ·
Rhinoceros sivalensis † ·

Javaanse neushoorn (Rhinoceros sondaicus): Rhinoceros sondaicus annamiticus † · Rhinoceros sondaicus guthi † · Rhinoceros sondaicus inermis † · Rhinoceros sondaicus sivasondaicus † · Rhinoceros sondaicus sondaicus

Indische neushoorn (Rhinoceros unicornis)